# Medal of Honor (серия игр)
Medal of Honor (с англ. — «Медаль Почёта»; в России некоторые части серии издавались под названием «Медаль за отвагу») — серия компьютерных игр в жанре шутера от первого лица, объединённая тематикой Второй мировой войны, за исключением игр 2010 и 2012 годов выпуска. Создателем серии является Стивен Спилберг — один из самых успешных американских кинорежиссёров. Первая и вторая игры серии, вышедшие в 1999 и в 2000 годах, предназначались только для игровой консоли PlayStation. Дальнейшие игры серии выходили на персональных компьютерах под управлением Microsoft Windows и Mac OS, а также игровых консолях PlayStation 2, PlayStation 3, PlayStation Portable, Xbox, Xbox 360, Game Boy Advance, Nintendo GameCube и Wii.

## Список игр серии Medal of Honor
| 1999 | Medal of Honor                               | DreamWorks Interactive                         | PlayStation                   | Нет               | Нет              | Нет  | Нет         |
| 2000 | Medal of Honor: Underground                  | DreamWorks Interactive, Rebellion Developments | PlayStation                   | Нет               | Game Boy Advance | Нет  | Нет         |
| 2002 | Medal of Honor: Allied Assault               | 2015, Inc.                                     | Нет                           | Windows           | Нет              | OS X | Нет         |
| 2002 | Medal of Honor: Frontline                    | EA Los Angeles                                 | PlayStation 2, PlayStation 31 | Xbox              | GameCube         | Нет  | Нет         |
| 2002 | Medal of Honor: Allied Assault Spearhead2    | EA Los Angeles                                 | Нет                           | Windows           | Нет              | OS X | Нет         |
| 2003 | Medal of Honor: Allied Assault Breakthrough2 | TKO Software                                   | Нет                           | Windows           | Нет              | OS X | Нет         |
| 2003 | Medal of Honor: Rising Sun                   | EA Los Angeles                                 | PlayStation 2                 | Xbox              | GameCube         | Нет  | Нет         |
| 2003 | Medal of Honor: Infiltrator                  | Netherock Ltd.                                 | Нет                           | Нет               | Game Boy Advance | Нет  | Нет         |
| 2004 | Medal of Honor: Pacific Assault              | EA Los Angeles, TKO Software                   | Нет                           | Windows           | Нет              | Нет  | Нет         |
| 2005 | Medal of Honor: European Assault             | EA Los Angeles                                 | PlayStation 2                 | Xbox              | GameCube         | Нет  | Нет         |
| 2006 | Medal of Honor: Heroes                       | Team Fusion                                    | PlayStation Portable          | Нет               | Нет              | Нет  | Нет         |
| 2007 | Medal of Honor: Vanguard                     | EA Los Angeles, Budcat Creations               | PlayStation 2                 | Нет               | Wii              | Нет  | Нет         |
| 2007 | Medal of Honor: Airborne                     | EA Los Angeles                                 | PlayStation 3                 | Windows, Xbox 360 | Нет              | Нет  | Нет         |
| 2007 | Medal of Honor: Heroes 2                     | EA Los Angeles, EA Canada                      | PlayStation Portable          | Нет               | Wii              | Нет  | Нет         |
| 2010 | Medal of Honor                               | Danger Close Games, DICE                       | PlayStation 3                 | Windows, Xbox 360 | Нет              | Нет  | Нет         |
| 2012 | Medal of Honor: Warfighter                   | Danger Close Games                             | PlayStation 3                 | Windows, Xbox 360 | Нет              | Нет  | Нет         |
| 2020 | Medal of Honor: Above and Beyond             | Respawn Entertainment                          | Нет                           | Windows           | Нет              | Нет  | Oculus Rift |
| Заметки 1. PS3 версия Medal of Honor: Frontline переиздана в HD. 2. Пакет расширения для Medal of Honor: Allied Assault |                                              |                                                |                               |                   |                  |      |             |

## Сборники и переиздания
- Medal of Honor: Twin Pack (PlayStation)
- Medal of Honor: Allied Assault Deluxe Edition (Microsoft Windows, Mac OS)
- Medal of Honor: War Chest (Microsoft Windows, Mac OS)
- Medal of Honor: Collection (PlayStation 2)
- EA World War II Collection: The Ultimate WWII Combat Experience (Microsoft Windows)
- EA Warfare Collection (Microsoft Windows)
- The World of EA Games (Microsoft Windows, Mac OS)
- Medal of Honor: 10th Anniversary Edition (Microsoft Windows)

## Саундтрек
15 апреля 2011 года в продажу поступило коллекционное издание (2000 копий) саундтрека ко всем играм серии Medal of Honor, содержащее в себе 8 дисков и буклет в 40 страниц:
- первые 7 дисков содержат музыку к изданным играм серии.
- 8 диск содержит не изданные ранее произведения для игр Medal of Honor: Airborne, Medal of Honor: Rising Sun и Medal of Honor: European Assault.

## Закрытие серии Medal of Honor
В ноябре показатели продаж игры Medal of Honor: Warfighter оценивались аналитиками как очень низкие, это было признано и издателем Electronic Arts, ожидавшим от игры более высоких показателей. Еще в ноябре 2012 года аналитики сообщали, что столь невысокие оценки, которые игра получила от игровых ресурсов и от самих игроков, и низкие показатели продаж могут привести к повторному закрытию серии игр Medal of Honor. Что в итоге и произошло. Официально о закрытии развития серии игр Medal of Honor объявлено 30 января 2013 года в ходе оглашения финансовых показателей EA за третий квартал 2012 года. Цитаты представителей Electronic Arts о закрытии серии:
- COO Electronic Arts Питер Мур (англ. Peter Moore): «Игра сделана добротно, но выбор в качестве изюминки правдоподобность событий не нашел отклика среди игрового сообщества. Мнение критиков было однозначным (прим. негативным) и оценки, выставленные игре, честно говоря, ниже, чем она того заслуживает. Но мы это пережили. Мы удаляем Medal of Honor из списка игр, которые создаем на ежегодной основе, игрокам будут предложены другие шутеры.»
- Франк Жибо (англ. Frank Gibeau): «Мы работаем на рынке, которым управляют хиты. Хиты, которые должны быть разработаны в определенные сроки и должны попасть в точку. С Medal of Honor у нас это не получилось и мы берем на себя полную ответственность за это. Если вы посмотрите на Medal of Honor, то это предполагаемый хит, который не „выстрелил“».

В середине февраля 2013 года ведущий креативный директор EA Рич Хиллман (англ. Rich Hilleman) сказал следующее: «Причина закрытия серии игр Medal of Honor не в том, что шутеров много или показатели Medal of Honor говорят о том, что тематика военных событий в играх больше неинтересна. Дело в том, что со своей стороны мы должны были поработать лучше над игрой Medal of Honor: Warfighter. Сейчас мы считаем, что здесь (в жанре шутеров) у нас должен быть один хит и в качестве этого хита мы выбираем Battlefield. Серия вернётся, но только тогда, когда для этого будет подходящее время.»